# Valergues
Valergues é uma comuna francesa na região administrativa de Occitânia, no departamento de Hérault. Estende-se por uma área de 5,2 km². Em 2010 a comuna tinha 2 094 habitantes (densidade: 402,7 hab./km²).